# 材木町駅 (岐阜県)
材木町駅（ざいもくちょうえき）は、岐阜県岐阜市上大久和町にあった、名古屋鉄道岐阜市内線（長良線）の停留場である。

## 歴史
岐阜市内線は1915年までに岐阜駅前 - 長良北町間の全線が通じていたものの、当停留場が開業したのは戦後の1948年ころであった。当停留場を含む岐阜市内線の徹明町 - 長良北町間はモータリゼーションの進展により業績の不振が止まず、1988年に市内交通の妨げとなることから廃止された。当停留場もこれに合わせて廃駅となっている。
- 1948年（昭和23年）頃 - 開業[4]。
- 1988年（昭和63年）6月1日 - 岐阜市内線の徹明町 - 長良北町間の廃止に伴い廃駅となる[4]。

## 停留場構造
- 併用軌道上に相対式2面2線の乗り場が設けられていた。駅舎はない。

### 配線図
| ← 長良北町方面 | 材木町駅 構内配線略図 | → 徹明町方面 |
| 凡例 出典:     |                       |              |

## その他
- 岐阜市内線は当停留場を含む伊奈波通 - 長良橋間に、4箇所のクランク状の急カーブ（半径40 - 60 m）があり、大型車の導入のネックになっていた。1967年（昭和42年）にモ550形が運用されるまでは、木造の単車が長く使用された。
- 停留場周辺は岐阜空襲の被害が少なく、戦前からの古い町並みがのこっていた。軌道が敷かれていた道路の幅も、当停留場付近が沿線で最も狭い区間であった[6]。そのため、複線の岐阜市内線に配慮し、道路は一方通行規制が行なわれていた。現在は道路拡張が行なわれたが、一方通行規制は行なわれている。

## 隣の停留場
名古屋鉄道
岐阜市内線
本町駅 - 材木町駅 - 公園前駅